# Panicum longissimum
Panicum longissimum är en gräsart som först beskrevs av Carl Christian Mez, och fick sitt nu gällande namn av Johannes Jan Theodoor Henrard. Panicum longissimum ingår i släktet vipphirser, och familjen gräs. Inga underarter finns listade i Catalogue of Life.